# ألتو بارايسو، بارانا
نورويست بارانينس
ألتو بارايسو، بارانا بلدية في ولاية بارانا في المنطقة الجنوبية من البرازيل .    